# Volkswagen Tiguan
Volkswagen Tiguan je prvním zástupcem této německé automobilky v segmentu malých SUV. Vůz byl poprvé představen v roce 2007 na autosalonu ve Frankfurtu. Volkswagen nabízí tři provedení: Trend&Fun, Track&Field a Sport&Style. Nabízené motory jsou v současné době dva - přeplňovaný benzínový 1.4 TSI a naftový 2.0 TDI, který je prvním motorem Volkswagenu s technologií Common-Rail. Oba pohání všechna čtyři kola skrze systém 4Motion, který používá mezinápravovou spojku Haldex. Naftový motor lze zkombinovat i s automatickou převodovkou.
| Model                 | 1.4 TSI 4Motion       | 2.0 TDI 4Motion       |
| --------------------- | --------------------- | --------------------- |
| Uspořádání válců      | 4 v řadě              | 4 v řadě              |
| Druh motoru           | benzínový přeplňovaný | turbodiesel           |
| Objem (cm³)           | 1.390                 | 1.968                 |
| Výkon (kW)            | 110 při 5800 ot.      | 103 při 4200 ot.      |
| Kroutící moment (Nm)  | 240 při 1750–4000 ot. | 320 při 1750–2500 ot. |
| Nejvyšší rychlost     | 192 km/h              | 186 (182) km/h        |
| Zrychlení 0–100 km/h  | 9,6 s                 | 10,5 (10,7) s         |
| Kombinovaná spotřeba  | 8,4 l/100 km          | 7,2 (7,5) l/100 km    |
| Pohotovostní hmotnost | 1546 kg               | 1590 (1604) kg        |

poznámka * [ujasnit]